# پدومتر

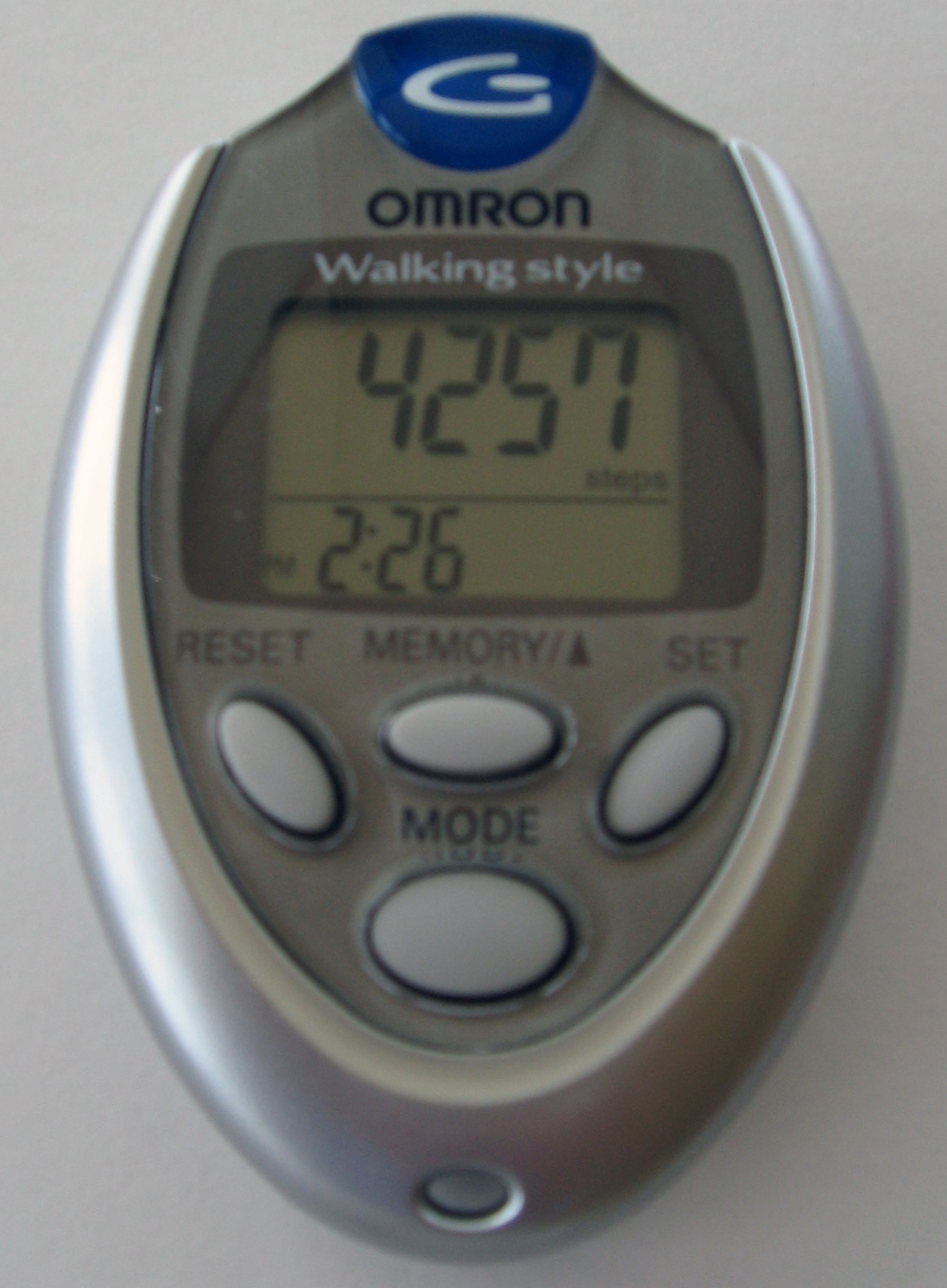
یک پدومتر الکترونیکی (دیجیتالی)

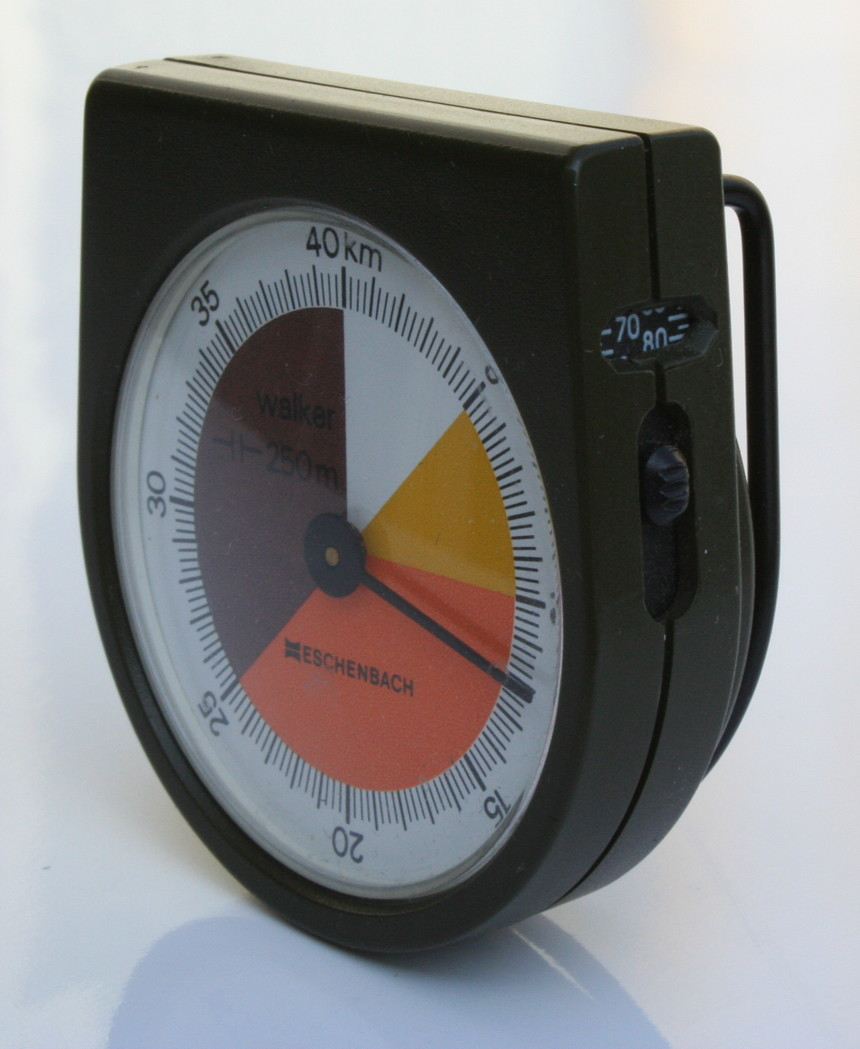
یک پدومتر مکانیکی

گام‌شُمار (به انگلیسی: Pedometer)، یک دستگاه قابل حمل و الکترونیکی یا الکترومکانیکی، که با تشخیص حرکت دست یا لگن فرد، تعداد گام‌های وی را شمارش می‌نماید. از آنجا که فاصله گام هر فرد متفاوت است، کالیبراسیون رسمی، انجام شده توسط کاربر، مورد نیاز است اگر ارائه فاصله تحت پوشش در واحد طول (مانند در کیلومتر یا مایل) مورد نظر است، هر چند پدومترهای الکترونیکی که هم‌اکنون وجود دارند، توسط یک نرم‌افزار به صورت خودکار انواع گوناگون گام‌های افراد را تعیین می‌نمایند. مسافت طی شده (راه رفتن یا با هر وسیله دیگر) را می توان به طور مستقیم توسط یک گیرنده جی‌پی‌اس اندازه گیری کرد.
پدومتر، در اصل توسط ورزشکاران و علاقه‌مندان به تناسب اندام استفاده می‌شود، پدومتر در حال حاضر تبدیل به یک شمارنده‌ی میزان تحرک و ورزش روزانه شده است. اغلب بر روی کمربند بسته می‌شود و در تمام طول روز نگه داشته می‌شود، و توسط آن میزان فعالیت یا پیاده‌روی و حرکت نمودن در طی روز را بر حسب کیلومتر یا مایل ضبط و یادداشت می‌گردد (فاصله = تعداد مراحل × طول گام). برخی پدومترها نیز به اشتباه حرکت‌های دیگر غیر از راه رفتن، مانند خم شدن برای بستن بندِکفش، یا دست‌اندازهای جاده، در حالی که سوار یک وسیله نقلیه می‌باشیم را ضبط و یادداشت می‌نمایند، هر چند که دستگاه‌های پیشرفته‌تر، تعداد کمتری از این فعالیت‌های نادرست را ضبط می‌کنند. پدومتر می‌تواند موجب تشویق به انجام فعالیت و کاهش وزن گردد. در مجموع ۱۰٬۰۰۰ قدم در روز، معادل ۸ کیلومتر (۵ مایل)، از سوی برخی‌ها به‌عنوان استانداردی برای یک سبک زندگی فعال پیشنهاد شده است.پدومتر با تعداد زیادی از دستگاه‌های قابل حمل الکترونیکی مانند دستگا‌ه‌ پخش صوت دیجیتال، تلفن‌های هوشمند، یکپارچه شده‌اند.